# Rimska umetnost
Rimska umetnost se nanaša na vizualne umetnosti, ki so nastale v antičnem Rimu in na ozemlju rimskega imperija. Rimska umetnost vključuje arhitekturo, slikarstvo, kiparstvo in mozaična dela. Luksuzni predmeti iz kovine, graviranje draguljev, rezbarije iz slonovine in stekla se v sodobnem smislu včasih štejejo za manjše oblike rimske umetnosti . Kiparstvo so Rimljani morda obravnavali kot najvišjo obliko umetnosti, vendar je bilo tudi slikarstvo zelo cenjeno. Obe obliki sta imeli zelo kontrastno stopnjo preživetja, saj je veliko kipov preživelo od 1. stoletja pr. n. št. naprej, čeprav zelo malo od prej, toda zelo malo je ohranjenega slikarstva in verjetno ničesar, kar bi sodobnik upošteval najvišje kakovosti.
Antična rimska keramika ni bila luksuzni izdelek, vendar je bila obsežna produkcija 'finih izdelkov' v terra sigillata okrašena z reliefi, ki odražajo okus in je veliki družbi zagotavljala elegantne predmete po očitno ugodni ceni.
Rimski kovanci so bili pomembno sredstvo propagande in so ohranjeni v ogromnem številu.

## Uvod
Medtem ko je tradicionalni pogled na rimske umetnike, da so si pogosto izposojali in kopirali grške predhodnike (veliko grških kipov, ki so danes znani, so v obliki rimskih marmornih kopij), je novejša analiza je pokazala, da je rimska umetnost zelo ustvarjalno posnemala in se močno opirala na grške modele, pa tudi na etruščanske, domače italske in celo egiptovske vizualne kulture. Slogovni eklekticizem in praktična uporaba sta značilni za velik del rimske umetnosti.
Plinij starejši, najpomembnejši zgodovinar starega Rima o umetnosti, je zapisal, da so bile skoraj vse oblike umetnosti - kiparstvo, krajina, portretno slikarstvo, celo žanrsko slikarstvo - napredovale v grških časih in bile v nekaterih primerih bolj napredne kot v Rimu. Čeprav je zelo malo ostankov grške stenske umetnosti in portretov, to zagotovo ne velja za grško kiparstvo in vazno slikarstvo. Teh oblik niso presegli rimski umetniki v finosti oblikovanja ali izvedbe. Kot še en primer izgubljene "zlate dobe" je izpostavil Peiraikosa, »katerega umetnost je presegla le nekaj ... slikal je brivnice in čevljarske stojnice, osle, zelenjavo in podobno, in zato so ga imenovali slikar vulgarnih predmetov, vendar so ta dela povsem čudovita in so se prodajala po višjih cenah od največjih slik mnogih drugih umetnikov« . Pridevnik 'vulgaren' se tukaj uporablja v prvotnem pomenu, kar pomeni 'navaden'.
Grški predhodniki rimske umetnosti so bili legendarni. Sredi 5. stoletja pred našim štetjem so bili najbolj znani grški umetniki Polignot, znan po svojih stenskih freskah in Apolodor iz Aten, začetnik chiaroscúro. Razvoj realistične tehnike se pripisuje Zeuksidu, ki naj bi po starogrški legendi nekoč tekmoval v bravuroznem prikazu svojih talentov, zgodovinsko najzgodnješi opis trompe l'oeil slikarstva . V kiparstvu so bili najpomembnejši kiparji Skopas, Praksitel, Fidija in Lizip. Zdi se, da so rimski umetniki imeli veliko antične grške umetnosti, iz katere so lahko kopirali, saj je bila trgovina z umetnostjo živahna v celotnem imperiju in velik del grške umetnostne dediščine je našel pot v rimsko umetnost s pomočjo knjig in poučevanja. Znano je, da so starodavne grške razprave o umetnosti obstajale v rimskih časih, čeprav so zdaj izgubljene . Številni rimski umetniki so prišli iz grških kolonij in pokrajin.
Veliko število rimskih kopij grške umetnosti govori tudi o spoštovanju rimskih umetnikov  grške umetnosti in morda o njeni redkejši in višji kakovosti. Številne umetniške oblike in metode, ki so jih uporabljali Rimljani - kot so visoki in nizki reliefi, samostojna skulptura, bronasta litina, vazna umetnost, mozaik, kameja, kovanci, fini nakit in kovine, pogrebna skulptura, perspektivna risba, karikatura, žanrsko in portretno slikarstvo, krajinsko slikarstvo, arhitekturna skulptura in trompe l'oeil slikarstvo - vse so razvili ali izpopolnili starogrški umetniki. Izjema je rimski doprsni kip, ki ni vseboval ramen. Tradicionalna glava in ramena so lahko bila etruščanska ali zgodnje rimska oblika . Skoraj vsaka umetniška tehnika in metoda, ki so jo uporabljali renesančni umetniki 1900 let kasneje, so pokazali stari grški umetniki, z izjemo oljnih barv in matematično natančne perspektive. Kjer so bili grški umetniki zelo cenjeni v svoji družbi, so bili večina rimskih umetnikov anonimni trgovci. Kot v antični Grčiji ni nobenega posnetka velikih mojstrov rimske umetnosti in praktično nobenega podpisanega dela. Kjer so Grki častili estetske lastnosti velike umetnosti in pisali obsežno o umetniški teoriji, je bila rimska umetnost bolj dekorativna in kaže na status in bogastvo in očitno ni predmet učenjakov ali filozofov.
Deloma zaradi dejstva, da so bila rimska mesta veliko močnejša po oblasti in prebivalstvu od grških mestnih držav in na splošno manj provincialna, je umetnost v starem Rimu prevzela širši in včasih bolj uporaben namen. Rimska kultura je asimilirala mnoge kulture in je bila večinoma strpna do načinov zavzetih narodov. Rimska umetnost je bila naročena, razstavljena in v lasti v veliko večjih količinah in prilagojena več uporabam kot v grških časih. Bogati Rimljani so bili bolj materialistični; zidove so okrasili z umetnostjo, dom z okrasnimi predmeti in sebe s finim nakitom.
V krščanski dobi poznega cesarstva od leta 350 do 500 je zraslo stensko slikarstvo, mozaično stropno in talno delo ter pogrebna skulptura, medtem ko je celopostavna skulptura v okroglem in panelnem slikarstvu izumrla, verjetno iz verskih razlogov . Ko je Konstantin I. Veliki preselil prestolnico imperija v Bizanc (preimenovan v Konstantinopel), je rimska umetnost vključila vzhodne vplive, da bi ustvarila bizantinski slog poznega imperija. Ko je bil Rim v 5. stoletju oplenjen, so se obrtniki preselili in našli delo v vzhodni prestolnici. Cerkev Hagija Sofija v Carigradu je zaposlila skoraj 10.000 delavcev in obrtnikov, v končni eksploziji rimske umetnosti pod cesarjem Justinijanom (527–565), ki je tudi naročil nastanek znanih mozaikov bazilike San Vitale v mestu Ravena.

## Slikarstvo
Od velikega dela rimskega slikarstva imamo zdaj le nekaj malega ohranjenega, številni dokumentirani tipi sploh niso preživeli ali pa so to iz konca obdobja. Najbolj znane in najpomembnejše so stenske poslikave iz Pompejev, Herkulaneja in drugih znamenitosti v bližini, ki kažejo, kako so prebivalci bogatega obmorskega letovišča okrasili svoje zidove v stoletju ali tako pred usodnim izbruhom Vezuva leta 79 n. št.. Zgodovinarji moderne umetnosti so začeli z zaporedjem datiranih slogov, začenši z Avgustom Mauom, uglednim nemškim umetnostnim zgodovinarjem in arheologom, ki kažejo vse večjo izpopolnjenost in prefinjenost.
Od tretjega stoletja pr. n. št., ki se je zaključil s približno 400 leti, imamo veliko število slik iz rimskih katakomb, nikakor pa vsega krščanstva, ki kažejo kasnejšo nadaljevanje domače dekorativne tradicije v prilagojeni različici - verjetno ne zelo prilagojeni - za uporabo v pogrebnih komorah, v tem, kar je verjetno precej skromnejši družbeni milje, kot največje hiše v Pompejih. Velik del Neronove palače v Rimu, Domus Aurea, je preživel kot v jamah in nam ponudi primere, za katere smo lahko prepričani, da predstavljajo najboljšo kakovost stenskega slikarstva v svojem slogu in ki so lahko predstavljali pomembno inovacijo v slogu. Obstajajo številni drugi deli slikanih prostorov, ki so preživeli v Rimu in drugod, kar je nekoliko pomagalo zapolniti vrzeli v našem znanju o stenskem slikarstvu. Iz rimskega Egipta je veliko takih, ki so znani kot Fajumski portreti, portreti na lesu, ki so jih dodajali na zunanji del mumij romanizirani srednji razred. Kljub zelo izrazitemu lokalnemu značaju so verjetno v veliki meri reprezentativni za rimski slog portretnega slikarstva, ki so sicer popolnoma izgubljeni.
Grških slik, uvoženih v Rim v 4. in 5. stoletju, ali slikarstva na lesu, izdelanega v Italiji v tem obdobju, ni ostalo nič. Skratka, obseg vzorcev je omejen le na približno 200 let od približno 900 let rimske zgodovine ter pokrajinskega in dekorativnega slikarstva. Večina teh stenskih poslikav je bila izvedena z metodo secco (na suho), nekaj fresk pa je bilo tudi v rimskih časih. Iz mozaikov in nekaj napisov obstajajo dokazi, da so bile nekatere rimske slike prilagoditve ali kopije prejšnjih grških del. Vendar pa je zmeda še dejstvo, da lahko napisi beležijo imena priseljenih grških umetnikov iz rimskih časov, ne iz starega grškega originala, ki so bili kopirani. Rimljani v celoti niso imeli tradicije figurativnega slikanja vaz, primerljivega z antičnimi Grki, ki so jih Etruščani posnemali.

### Različne teme
Rimsko slikarstvo ponuja najrazličnejše teme: živali, tihožitje, prizore iz vsakdanjega življenja, portrete in nekatere mitološke teme. V času helenizma je vzbudil užitke na podeželju in predstavljal prizore pastirjev, čred, kmečkih templjev, podeželskih gorskih pokrajin in podeželskih hiš. Erotični prizori so tudi relativno pogosti. V poznem imperiju, po letu 200, so na stenah katakomb preživele zgodnje krščanske teme, pomešane z poganskimi podobami.

### Krajina in panorame
Glavna novost rimskega slikarstva v primerjavi z grško umetnostjo je bila razvoj krajin, zlasti tehnik perspektive, čeprav se je prava matematična perspektiva razvila 1500 let kasneje. Površinske teksture, senčenje in obarvanost se dobro uporabljajo, vendar obseg in prostorska globina še nista bili natančno predstavljeni. Nekatere krajine so bile čisti naravni prizori, predvsem vrtovi s cvetjem in drevesi, druge pa arhitekturni pogledi na mestne zgradbe. Druge krajine prikazujejo epizode iz mitologije, najbolj znane prizore iz Odiseje .
V tradicionalnem pogledu bi umetnost starodavnega Vzhoda uporabila krajinsko slikarstvo le kot ozadje civilnih ali vojaških pripovednih prizorov. Ta teorija, ki jo zagovarja Franz Wickhoff, je vprašljiva. Možno je videti dokaze grškega znanja o krajinskem prikazovanju v Platonovih Critias (107b – 108b):
... in če pogledamo portret božanskega in človeškega telesa, ki ga izvajajo slikarji, v zvezi z lahkoto ali težavami, s katerimi uspejo posnemati svoje subjekte po mnenju opazovalcev, bomo najprej opazili, da kar zadeva zemljo in gore, reke in gozdove ter celotno nebo, s stvarmi, ki obstajajo in se premikajo v njih, smo zadovoljni, če jih človek lahko predstavi z majhno stopnjo podobnosti ...

### Tihožitje
Rimska tihožitja so pogosto postavljena v iluzionistične niše ali police in prikazujejo različne predmete, vključno s sadjem, živimi in mrtvimi živalmi, morskimi sadeži in školjkami. Primeri teme steklenega kozarca, napolnjenega z vodo, so bili spretno naslikani in kasneje služili kot modeli za isto temo, ki je bila pogosto poslikana v renesančnem in baročnem obdobju.

### Portreti
Plinij starejši se je pritožil nad upadajočim stanjem rimske portretne umetnosti, »slikanje portretov, ki so nekoč posredovali natančne podobnosti ljudi, je popolnoma izginilo ... Lažnost je uničila umetnost«.
V Grčiji in Rimu zidno slikarstvo ni veljalo za visoko umetnost. Najbolj prestižna oblika umetnosti, razen kiparstva, je bila slikarska plošča, tj. tempera ali enkavstična slika na lesenih ploščah. Žal, ker je les pokvarljiv material, je preživelo le zelo malo primerov takih slik, in sicer Severski tondo iz okoli leta 200, zelo rutinski uradni portret iz urada deželne vlade in znani Fajumski portreti, vse iz rimskega Egipta in skoraj zagotovo ne najvišje sodobne kakovosti. Portreti so bili pritrjeni na pogrebne mumije na obraz, od katerih so bili skoraj vsi ločeni. Običajno prikazujejo eno osebo, ki prikazuje glavo ali glavo in zgornji del prsnega koša, gledano frontalno. Ozadje je vedno enobarvno, včasih z dekorativnimi elementi. V smislu umetniške tradicije podobe jasno izvirajo bolj iz grško-rimske tradicije kot egipčanske. Izjemno so realistične, čeprav so različne umetniške kakovosti in lahko nakazujejo, da je podobna umetnost, ki je bila razširjena drugje, vendar ni preživela. Nekaj portretov, poslikanih na steklo in medalj iz kasnejšega cesarstva, je preživelo, prav tako pa tudi portreti na kovancih, od katerih so nekateri tudi zelo realistični.

### Zlato steklo
Zlato steklo ali steklo z zlatim sendvičem je bila tehnika za pritrjevanje plasti zlatih listov z obliko med dvema plastema stekla, razvita v helenističnem steklu in oživljena v 3. stoletju našega štetja. Obstaja zelo malo velikih modelov, vključno z zelo fino skupino portretov iz 3. stoletja z dodanimi barvami, vendar je velika večina od približno 500 preživelih okrogle oblike, ki imajo odrezana dna vinskih skodelic ali kozarcev za označevanje in okrasitev grobov v rimskih katakombah tako, da jih potisnete v malto. Večinoma izvirajo iz 4. in 5. stoletja. Večina je krščanskih, čeprav je veliko poganskih in nekaj judovskih primerov. Verjetno je bilo prvotno podeljeno kot darilo za poroko ali praznične priložnosti, kot je novo leto. Njihova ikonografija je bila precej preučena, čeprav so umetniško relativno nezahtevna . Njihove teme so podobne katakombskim slikam, vendar z različnim ravnotežjem, ki vključuje več portretiranja. Sčasoma se je povečala upodobitev svetnikov. Isto tehniko so začeli uporabljati za zlate tesere za mozaike sredi 1. stoletja v Rimu, do 5. stoletja pa so postali standardna podlaga za verske mozaike.
Zgodnejša skupina je »med najbolj živimi ohranjenimi portreti iz zgodnjekrščanskih časov. Pogleda na nas z izjemno ostro in melanholično intenzivnostjo«  in predstavljajo najboljše preživele indikacije o tem, kaj bi visokokakovostni rimski portret lahko dosegel v barvi. Medaljon Gennadios v Metropolitanskem muzeju umetnosti v New Yorku je lep primer aleksandrijskega portreta na modrem steklu, ki uporablja precej bolj zapleteno tehniko in naturalistični slog kot večina poznih rimskih primerov, vključno s slikanjem na zlato za ustvarjanje senčenja in z grškim napisom, ki prikazuje lokalne značilnosti narečij. Mogoče mu je bilo dano ali naročeno, da praznuje zmago na glasbenem tekmovanju . Eden od najbolj znanih aleksandrijskih portretnih medaljonov z napisom v egiptovski grščini je bil pozneje nameščen v zgodnjesrednjeveški crux gemmata v Brescii, v zmotnem prepričanju, da je kazal pobožno cesarico in gotsko kraljico Galo Placido in njene otroke ; v bistvu vozel v obleki osrednje figure lahko označuje boginjo Izido. Gre za skupino 14 kosov, ki izvirajo iz 3. stoletja našega štetja, vsi individualizirani posvetni portreti visoke kakovosti. Napis na medaljonu je napisan v aleksandrijskem grškem narečju in zato najverjetneje prikazuje družino iz rimskega Egipta. Medaljon je bil prav tako primerjan z drugimi deli sočasnega rimsko-egiptovskega umetniškega dela, kot so Fajumski portreti. Menimo, da so drobne podrobnosti kosov, kot so te, mogoče doseči le z lečami. Kasnejša stekla iz katakomb imajo stopnjo portretiranja, ki je osnovna, z značilnostmi, frizurami in oblačili, ki sledijo stereotipnim slogom.

### Žanrski prizori
Rimski žanrski prizori na splošno prikazujejo Rimljane v prostem času in vključujejo igre na srečo, glasbo in spolna srečanja.

### Triumfalno slikarstvo
Od 3. stoletja pred našim štetjem se je pojavil poseben žanr, znan kot triumfalno slikarstvo, kot je pokazal Plinij (XXXV, 22). To so bile slike, ki so po vojaških zmagah prikazovale triumfalne vstope v mesto, predstavljale epizode iz vojne in osvojitve regij in mest. Povzeti so bili zemljevidi, ki so izpostavili ključne točke vojn. Jožef Flavij opisuje sliko, ki jo je izdelal Vespazijan in Titovo opustošenje Jeruzalema:
 Prav tako je bilo narejeno zlato in slonovina, ki je bila pritrjena na vse; in številne podobnosti vojne in tiste na več načinov in različne pripomočke, ki dajejo najbolj živahno portretiranje samega sebe. Kajti tam je bilo videti, da je srečna dežela propadla in da so pobili vse enote sovražnikov; medtem ko so nekateri od njih pobegnili, drugi pa so bili pripeljani v ujetništvo; s stenami velike višine in razsežnosti, ki so jih uničili in porušili stroji; z najmočnejšimi utrdbami in zidovi večine naseljenih mest na vrhovih gričev, ki so jih zavzeli in vojsko, ki se je prebila skozi obzidje; kot tudi vsako mesto, polno pobojev in molitve sovražnikov, ko niso mogli več dvigniti roke v obrambi. Predstavljen je bil požig templjev in porušene hiše, ki so padle na svoje lastnike: tudi reke, ko so prišli iz velike in melanholične puščave, so tekle navzdol, ne v obdelano zemljo, niti kot pijačo za moške ali za goveda, ampak skozi zemljo, ki je še vedno gorela na vsaki strani; za Jude je bilo to, kar so doživeli v tej vojni. Zdaj je bila izdelava teh predstavitev tako veličastna in živahna v konstrukciji stvari, da je pokazala, kaj je bilo storjeno takim, ki tega niso videli, kot da so bili tam resnično prisotni. Na vrhu vsake od teh zgodovinskih predstav je bil postavljen poveljnik mesta, ki ga je zavvzel in način, kako je je to storil.
Te slike so izginile, vendar so verjetno vplivale na sestavo zgodovinskih reliefov, izklesanih na vojaških sarkofagih, Titovem slavoloku in Trajanovem stebru. Ti dokazi poudarjajo pomen krajinskega slikarstva, ki je včasih usmerjeno v perspektivne načrte.
Ranuccio, arheolog in zgodovinar, opisuje tudi najstarejšo sliko, ki jo najdemo v Rimu, v grobnici na griču Eskviline:
Opisuje zgodovinsko sceno, na jasnem ozadju, poslikano v štirih odsekih. Več ljudi je identificiranih, kot sta Mark Fanij in Mark Fabij. Sta večja od drugih figur ... V drugem območju, na levi, je mesto, obdano z obzidjem, pred katerim je velik bojevnik, opremljen z ovalnim škarjastim ščitnikom in pernato čelado; blizu njega je človek v kratki tuniki, oborožen s kopljem ... Okoli teh dveh so manjši vojaki v kratkih tunikah, oboroženi s sulicami ... V spodnjem območju poteka bitka, kjer je bojevnik z ovalnim oklepom in prikazan večji kot drugi, čigar orožje dopušča domnevo, da so to verjetno Samniti. 
To epizodo je težko določiti. Ena od Ranuccijevih hipotez je, da se nanaša na zmago konzula Fabija Maksima Rullijana med drugo vojno proti Samnitom leta 326 pr. n. št. Predstavitev figur z velikostjo, sorazmerno z njihovo pomembnostjo, je tipično rimska in jo najdemo v plebejskih reliefih. Ta slika je v povojih zmagoslavnega slikarstva in bi bila izvedena do začetka 3. stoletja pred našim štetjem, da bi okrasili grobnico.

## Kiparstvo
Na zgodnjo rimsko umetnost so vplivale umetnost Grčije in sosednjih Etruščanov, na katere so močno vplivali grški trgovinski partnerji. Etruščanska posebnost so bile skulpture v naravni velikosti za grobnice v terakoti, ki so po navadi ležale na pokrovu sarkofaga, in  bile v tem času naslonjene na komolec. Ko se je rimska republika začela širiti na grško ozemlje, najprej v južni Italiji in nato v celotnem helenističnem svetu, razen, na Daljnem vzhodu, je uradna in patricijska skulptura postala v veliki meri podaljšek helenističnega sloga, iz katerega je izredno težko ločiti rimske elemente, še posebej, ker je toliko grških skulptur preživelo le v kopijah iz rimskega obdobja . Do 2. stoletja pred našim štetjem so bili " kiparji, ki so delali v Rimu" večino Grki, pogosto zasužnjeni v osvajanjih, kot je bilo v Korintu (146 pr. n. št.), Grški kiparji so bili pogosto sužnji, katerih imena so zelo redko zabeležena. Veliko število grških kipov je bilo uvoženih v Rim, bodisi kot plen ali kot rezultat izsiljevanja ali trgovanja in templji so bili pogosto okrašeni s ponovno uporabljenimi grškimi deli.
Samostojni italijanski slog je viden v spomenikih grobov bogatih Rimljanov srednjega razreda, ki so pogosto predstavljali portretna poprsja, portretiranje pa je bila nedvomno glavna moč rimske skulpture. Iz tradicije mask prednikov, ki so jih nosili v procesijah na pogrebih velikih družin in drugače prikazanih doma, ni preživelih, toda mnoge od preživelih poprsij predstavlja figure prednikov, morda iz velikih družinskih grobnic, kot so Scipijeva grobnica ali kasnejši mavzolej zunaj mesta. Znamenita bronasta glava, ki naj bi bila Lucija Junija Bruta, je zelo različno datirana, vendar velja za zelo redko preživetje italskega slogaa pod republiko, v najprimernejšem bronastem mediju. Podobno se v kovancih konzulov vidijo tudi stroge in močne glave, v cesarskem obdobju pa so bili kovanci in doprsja, ki so bili poslani po cesarstvu, postavljeni v bazilike pokrajinskih mest, glavna vizualna oblika imperialne propagande; celo Londinium – rimski London - je imel skoraj kolosalni kip Nerona, čeprav precej manjši od 30-metrskega kolosa Nerona v Rimu, ki je zdaj izgubljen. Evrisakova grobnica, uspešnega osvobojenca (ok. 50–20 pr. n. št.), ima friz, ki je nenavadno velik primer "plebejskega" sloga. Imperialni portret je bil sprva heleniziran in zelo idealiziran, kot v Blacasovi kameji in drugih portretih Avgusta.
Rimljani na splošno niso poskušali tekmovati s samostojno stoječimi grškimi deli junaških podvigov iz zgodovine ali mitologije, temveč od zgodnjih ustvarjenih zgodovinskih delih v  reliefu, ko so dosegli vrhunec v velikih rimskih triumfalnih stebrih z neprekinjenimi narativnimi reliefi, ki so se ovijali okrog njih, od katerih so preživeli v Rimu tisti, ki spominjajo na Trajana (iz leta 113) in Marka Avrelija (po 193), kjer  Ara Pacis ('Oltar miru', 13. pr. n. št.) predstavlja uradni grško-rimski slog na najbolj klasičen in prefinjen način in skulpture iz Sperlonge kot najbolj baročne. Nekatere pozno rimske javne skulpture so razvile velik, poenostavljen slog, ki včasih predvideva sovjetski socialistični realizem. Med pomembnejšimi primeri so tudi prej uporabljeni reliefi na Konstantinovem slavoloku in podnožje stebra Antonina Pija (161), Campanejevi reliefi so bili cenejša terakota različica marmornih reliefov, okus za reliefe iz cesarskega obdobja pa se je razširil na sarkofage.
Vse oblike razkošne majhne skulpture so bile še naprej pokroviteljske, kakovost pa je lahko izjemno visoka, kot v srebrni Warrenovi čaši, stekleni Likurgovi čaši, in velikih kamejah kot Gemma Augustea, Gonzagova kameja in Velika kameja Francije. Za precej širši del prebivalstva je bila oblikovana reliefna dekoracija lončarskih posod in majhnih figuric v veliki količini in pogosto precej kakovostna.
Po tem, ko se je v 3. stoletju premaknila "baročna" faza v pozno 2. stoletje, je rimska umetnost v veliki meri opuščena ali pa preprosto postala neuspešna, kiparstvo v klasični tradiciji, sprememba, katere vzroki ostajajo zelo razpravljani. Tudi najpomembnejši imperialni spomeniki so zdaj kazali figure z velikimi očmi v ostrem frontalnem slogu, v preprostih kompozicijah, ki poudarjajo moč na račun miline. Kontrast je znano ponazorjen v Konstantinovem slavoloku iz leta 315 v Rimu, ki kombinira odseke v novem slogu z rondeli v prejšnjem polnem grško-rimskem slogu, vzetem od drugod in Portret štirih tetrarhov (ok. 305) iz nove prestolnice Konstantinopel, zdaj v Benetkah. Ernst Kitzinger je v obeh spomenikih našel enake »skromne razsežnosti, kotne premike, urejanje delov s simetrijo in ponavljanjem ter upodobitev elementov in draperijastih zloženk skozi zareze, ne pa modeliranje ... Značilnost sloga, kjerkoli se pojavi, je poudarjena trdota, teža in angularnost - skratka, skoraj popolna zavrnitev klasične tradicije«.
Ta revolucija v slogu je kratko potekala pred obdobjem, ko je rimska država in velika večina ljudi prevzela  krščanstvo, kar je pripeljalo do konca velike verske skulpture, z velikimi kipi, ki se zdaj uporabljajo le za cesarje, kot v slavnih delih kolosalnega akrolitičnega kipa Konstantina in kolos v Barleti iz 4. ali 5. stoletja. Vendar so bogati kristjani še naprej naročali reliefe za sarkofage, kot v sarkofag Juniusa Bassusa in zelo majhne skulpture, še posebej v slonovini, so nadaljevali kristjani, ki so gradili na slogu konzulskega diptiha.
- Etruščanski sarkofag, 3. st. pr. n. št.
- Kapitolski Brut, datiran v 4. do 3. st. pr. n. št.
- Rimska birema upodobljena v reliefu iz templja Fortune Primigenie v Praenestu,[23] zgrajen okoli leta  120 pr. n. št.;[24] razstavljena v muzeju Pija-Klementina (Museo Pio-Clementino) v Vatikanskih muzejih.
- Govornik, okoli 100 pr. n. št., etruščansko-rimski bronast kip prikazuje Aule Metele (latinsko Aulus Metellus), Etruščana v rimski togi medtem ko govori; v kipu je napis v etruščanski pisavi.
- Nagrobni relief Publija Ajdija in Aidije, 30 pr. n. št., Pergamonski muzej (Berlin)
- Avgust pri Prvih vratih, kip cesarja Avgusta, 1. st. n. št., Vatikanski muzeji
- Grobni relief Decii, 98–117
- Cesar Klavdij I., okoli leta 50, (preoblikovan iz doprsja cesarja Kaligule), Vatikanski muzeji
- Komod oblečen kot Herkul, okoli 191 v zadnjem cesarskem baročnem slogu; Kapitolski muzeji, Rim.
- Portret štirih tetrarhov, okoli leta 305, prikazuje nov antiklasični slog, porfir, San Marco, Benetke
- Gema kot Velika kameja Francije, okoli leta 23, z alegorijo Avgusta in njegove družine
- Portret moža, okoli 60 pr. n. št.

Tradicionalna rimska skulptura je razdeljena na pet kategorij: portret, zgodovinski relief, pogrebni reliefi, sarkofag in kopije starogrških del. V nasprotju s prepričanjem zgodnjih arheologov so bile mnoge od teh skulptur velike polikromirane terakota podobe, kot je Apolon iz Veia (Villa Givlia, Rim), vendar pa se je večina slikanih površin s časom obrabila.

### Pripovedni reliefi
Medtem ko so grški kiparji tradicionalno ponazarjali vojaške podvige z uporabo mitološke alegorije, so Rimljani uporabljali bolj dokumentarni slog. Rimski reliefi bojnih prizorov, kot so na Trajanovem stebru, so bili ustvarjeni za poveličevanje rimske moči, hkrati pa so bili iz prve roke predstavljeni vojaški kostumi in vojaška oprema. Trajanov steber opisuje različne dačanske vojne, ki jih je vodil Trajan v današnji Romuniji. Je najpomembnejši primer rimskega zgodovinskega reliefa in eden od velikih umetniških zakladov antičnega sveta. Ta izjemen dosežek, več kot 650 čevljev dolga spirala, predstavlja ne le realistično prikazane posameznike (več kot 2500), temveč pokrajine, živali, ladje in druge elemente v stalni vizualni zgodovini - dejansko starodavno predhodnico dokumentarnega filma. Preživel je uničenje, ko je bil prilagojen kot osnova za krščansko kiparstvo. V času krščanstva po letu 300 našega štetja se je okrasitev vrat in sarkofagov nadaljevala, vendar je kip polne velikosti izumrl in ni bil pomemben element zgodnjih cerkva.

## Drobna umetnost

### Keramika in terakota
Rimljani so podedovali tradicijo umetnosti v širokem razponu tako imenovanih minor arts ali dekorativne umetnosti. Večina teh je najbolj cvetela na luksuzni ravni, toda veliko število figur iz terakote, tako verskih kot sekularnih, je bilo še naprej poceni, kot tudi nekateri večji kot so Campanovi reliefi v terakoti. [51] Rimska umetnost ni uporabila vaznega slikarstva kot stari Grki, vendar so bile posode v antični rimski keramiki pogosto elegantno okrašene v oblikovanem reliefu. Proizvajalci na milijone prodanih oljnih svetilk se zdi, da so se zanašali na privlačno dekoracijo, da bi premagali konkurente in vsak predmet rimske umetnosti, razen pokrajine in portretov, je v miniaturi. [53

### Steklo
Luksuzna umetnost je vključevala dekorativno rimsko steklo v široki paleti tehnik. Številni manjši predmeti so bili verjetno dostopni dobremu deležu rimske javnosti. To gotovo ni veljalo za najbolj ekstravagantne vrste stekla, kot so diatretne čaše, od katerih je Likurgova čaša v Britanskem muzeju skoraj edinstven figurativni primer v steklu, ki spreminja barvo, ko ga vidimo na svetlobi, ki prehaja skozenj. Avgustovska Portlandska vaza je mojstrovina rimskega kameja stekla in je imitirala slog velikih graviranih kamej in druge rezbarije iz trdega kamna, ki so bile v tem času tudi najbolj priljubljene.

### Mozaik
Rimski mozaik je bil dekorativna drobna umetnost, čeprav pogosto v velikem obsegu, vse do konca obdobja, ko so ga kristjani poznega 4. stoletja začeli uporabljati za velike verske podobe na stenah v svojih novih velikih cerkvah; v starejšem rimskem umetniškem mozaiku se je v glavnem uporabljal za tla, ukrivljene strope in zidove, ki so se lahko zmočili. Slavna kopija helenističnega slikarstva v Aleksandrovem mozaiku v Neaplju je bila prvotno postavljena na tla v Pompejih; to je veliko bolj kakovostno delo kot večina rimskih mozaikov, čeprav so preživele tudi zelo fine plošče, pogosto tihožitja v majhnih ali mikromozaičnih teserah. Rimljani so razločevali med normalnim opus tessellatum s teserami, ki so večinoma presegale 4 mm, ki so bile položene na kraju samem, in drobnejši opus vermiculatum za majhne panele, za katere se domneva, da so bili izdelani izven v delavnici in pripeljani na kraj kot končni izdelek. Slednji je bil helenistični žanr, ki ga najdemo v Italiji med približno 100 let pr. n. št. Večina podpisanih mozaikov ima grška imena, kar nakazuje, da so umetniki ostali večinoma grški, čeprav so bili verjetno pogosto sužnji, ki so jih vodili v delavnice. Nilski mozaik iz Palestrine s konca 2. stoletja pr. n. št. je zelo velik primer priljubljenega žanra nilske pokrajine, medtem ko mozaik Gladiator v Rimu iz 4. stoletja kaže več velikih oseb v boju. Orfejevi mozaiki, pogosto zelo veliki, so bili še ena priljubljena tema za vile, saj je Orfejeva glasba ukrotila več divjih živali. Pri prehodu v bizantinsko umetnost so lovski prizori prevzeli velike živalske prizore.

### Kovinski izdelki
Kovinarstvo je bilo zelo razvito in očitno bistveni del domov bogatih, ki so jedli iz srebrne posode, pogosto pa pili iz stekla in imeli na svojem pohištvu, nakitu in majhnih figurinah ulite dele. Številne pomembne najdbe, najdene v zadnjih 200 letih, predvsem iz bolj obrobnih krajev poznega imperija, so nam dale veliko jasnejšo predstavo o rimski srebrni plošči. Zaklad iz Mildenhalla in zaklad iz Hoxna sta iz vzhodne Anglije . Obstaja le nekaj preživelih kosov rimskega pohištva, ki pa kažejo prefinjeno in elegantno obliko in izvedbo.

### Kovanci in medalje
Nekaj rimskih kovancev dosega umetniški vrh najboljših grških kovancev in so ohranjeni v velikem številu, njihova ikonografija in napisi pa so ključni vir za proučevanje rimske zgodovine in razvoj cesarske ikonografije ter vsebujejo veliko lepih primerov portretov. Prodrli so do podeželskega prebivalstva celega cesarstva in zunaj njega, barbari na robu cesarstva so naredili celo lastne kopije. V cesarstvu so se medaljoni iz žlahtnih kovin začeli proizvajati v majhnih izdajah kot cesarska darila, podobna kovancem, čeprav so večji in običajno finejši v izvedbi. Podobe na kovancih so najprej sledile grškim slogom, bogovom in simbolom, vendar sta se v smrtnih mukah republike najprej pojavila na kovancih Pompej in Julij Cezar, portreti cesarja ali članov njegove družine pa so postali standard na cesarski kovancih. Napisi so bili uporabljeni za propagando, v kasnejšem imperiju pa se je vojska pridružila cesarju kot upravičencu.

## Arhitektura
Na področju arhitekture je rimska umetnost ustvarila svoje največje inovacije. Ker se je rimski imperij razširil na tako veliko območje in vključeval toliko urbaniziranih območij, so rimski inženirji razvili metode za gradnjo mest v velikem obsegu, vključno z uporabo betona. Masivne zgradbe, kot je Panteon in Kolosej, ne bi nikoli zgradili s prejšnjimi materiali in metodami. Čeprav je bil beton izumljen tisoč let prej na Bližnjem vzhodu, so Rimljani njegovo uporabo razširili z utrdb na njihove najbolj impresivne zgradbe in spomenike, izkoristili moč materiala in nizke stroške . Betonsko jedro je bilo prekrito z mavcem, opeko, kamnom ali marmornim opažem, okrasni polikrom in pozlačen kip pa so pogosto dodali, da bi ustvarili bleščeč učinek moči in bogastva.
Zaradi teh metod je rimska arhitektura legendarna zaradi trajnosti njene gradnje; s številnimi stavbami, ki so še vedno stojijo, nekatere pa so še vedno v uporabi, večinoma preurejene v cerkve v krščanskih časih. Številnim ruševinam so odstranili marmorne obloge, ostalo je  poudarjeno betonsko jedro, kar se po svoji prvotni podobi nekoliko zmanjša po velikosti in veličini, kot na primer Konstantinova bazilika.
V času republike je rimska arhitektura združevala grške in etruščanske elemente ter ustvarjala inovacije, kot so okrogli tempelj in ukrivljeni lok. Ko je v zgodnjem imperiju rasla rimska moč, so prvi cesarji na veliko podirali slume, da bi gradili velike palače na Palatinskem griču in bližnjih območjih, kar je zahtevalo napredek pri inženirskih metodah v velikem obsegu. Rimske stavbe so bile nato zgrajene kot komercialne, politične in družbene skupine, ki je bila znana kot forum in sicer Julija Cezarja, ki je bil prvi in večkrat dodan kasneje, pri čemer je bil Forum Romanum najbolj znan. Največja arena v rimskem svetu, Kolosej, je bila končana okoli leta 80 n. št. na koncu tega foruma. Sprejel je več kot 50.000 gledalcev, imel je zložljive nadstrešnice iz tkanine za senco in lahko postavil mogočne spektakle, vključno z gladiatorskimi tekmovanji in lažnimi pomorskimi bitkami. Ta mojstrovina rimske arhitekture predstavlja rimsko inženirsko učinkovitost in vključuje vse tri arhitekturne sloge - dorskega, jonskega in korintskega. Manj proslavljen, a prav tako pomemben, če ne še bolj za večino rimskih državljanov, je bila pet nadstropna insula ali mestni blok, rimski ekvivalent stanovanjske stavbe, v kateri je bivalo več deset tisoč Rimljanov.
V času vladavine Trajana (98–117 n. št.) in Hadrijana (117-138 n. št.) je Rimski imperij dosegel svoj največji obseg in je bil sam Rim na vrhuncu svoje umetniške slave - dosežen s pomočjo obsežnih gradbenih programov spomenikov, hiš za sestanke, vrtov, akvaduktov, term, palač, paviljonov, sarkofagov in templjev. Uporaba loka, betona v gradnji in uporaba kupole so omogočili gradnjo obokanih stropov in s tem javnih prostorov in kompleksov, vključno s palačami, javnimi kopališči in bazilikami "zlate dobe". cesarstva. Izjemni primeri gradnje kupol so Panteon, Dioklecijanove terme in Karakalove terme. Panteon (posvečen vsem planetarnim bogovom) je najbolje ohranjen tempelj antičnih časov z neokrnjenim stropom, ki ima odprt "okulus" v sredini. Višina stropa je enaka notranjemu premeru zgradbe in ustvarja mogočen zaprt prostor. Te velike zgradbe so kasneje služile kot navdihujoči modeli arhitektov italijanske renesanse, kot je Brunelleschi. V konstantinovem obdobju (306-337) je potekal zadnji veliki gradbeni program v Rimu, vključno z postavitvijo Konstantinovega slavoloka, zgrajenega v bližini Koloseja, ki je recikliral nekaj kamnitih materialov iz bližnjega foruma, da bi ustvaril eklektično mešanico slogov.
Rimski akvadukti, ki temeljijo tudi na loku, so bili v imperiju običajni in so bili bistveni prenašalci vode do velikih mestnih območij. Njihovi stoječi zidani ostanki so še posebej veličastni, kot sta Pont du Gard (s tremi stopnjami obokov) in akvadukt v Segoviji, ki služi kot nemi pričevalec kakovosti njihovega oblikovanja in konstrukcije.